# Bentley State Limousine
Bentley State Limousine - преставницький лімузин, розроблений і випущений в 2002 році в кількості двох штук, британською автомобілебудівною компанією Bentley Motors Limited. 4 червня 2002 року вони були подаровані королеві Великої Британії Єлизаветі II на честь 50-річного ювілею її сходження на трон.
Автомобіль комплектувався 6,75-літровим двигуном V8 з подвійним турбонаддувом, від версії Arnage R потужністю 400 к.с. (300 кВт) і 835 Нм крутного моменту. Його максимальна швидкість становить 210 км/год.

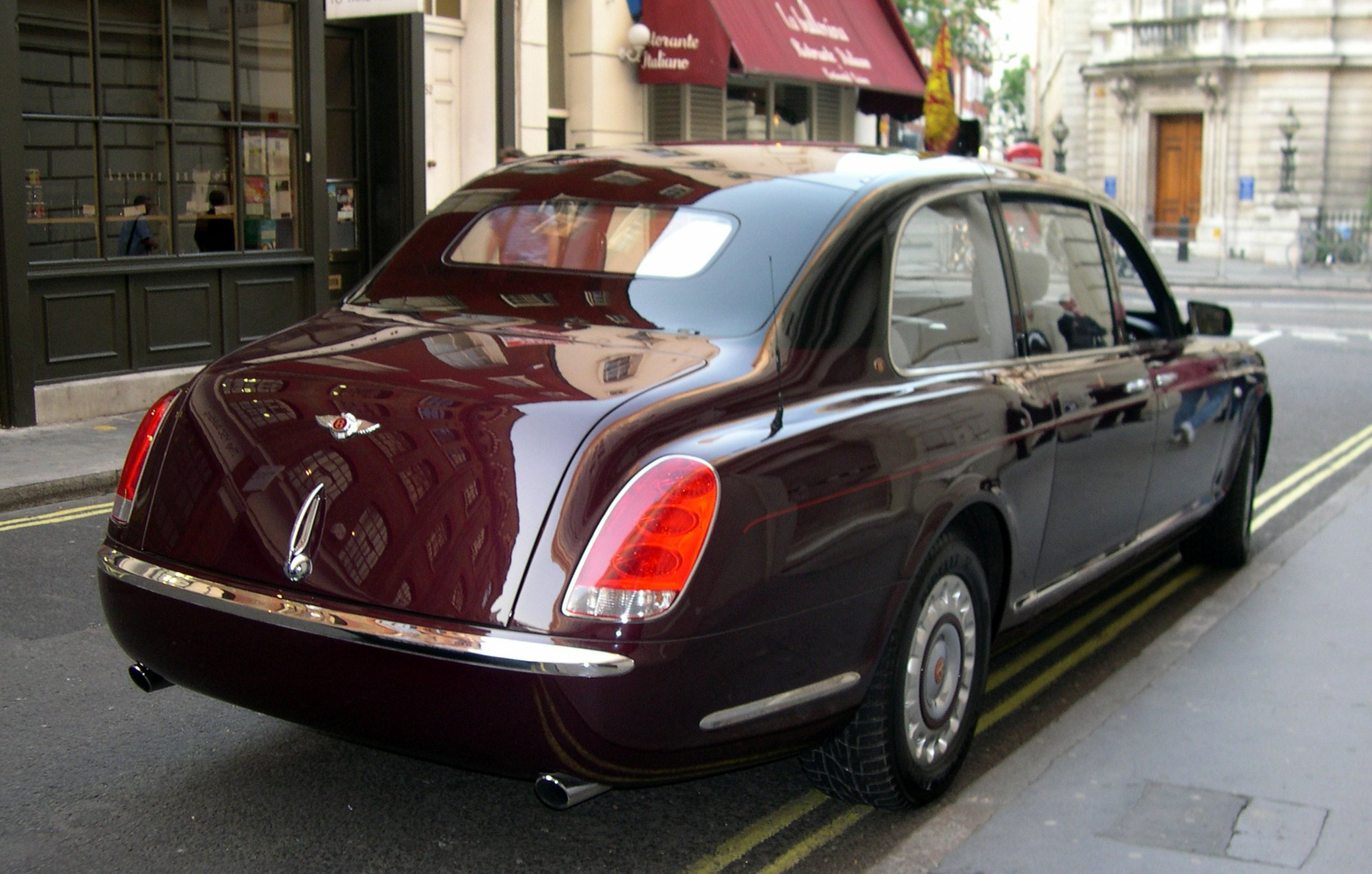
Bentley State Limousine

Bentley State Limousine використовується тільки на офіційних подіях, і завжди у супроводі місцевих поліційних машин і мотоциклів. Королева також використовувала його для поїздки до церкви. Перебуваючи за кордоном, королева могла використовувати інші автомобілі.
У січні 2009 року було оголошено, що обидва Bentley State Limousine будуть пристосовані для роботи на біопаливі.